# Ankylosaurus
Ankylosaurus var en slægt af planteædende dinosaurer, der tilpassede sig de ændrede klima- og vegetationsforhold i den sene kridttid. Det var nogle af de sidste dinosaurer, der uddøde i slutningen af kridttiden. 
Ankylosaurus hører til gruppen Ankylosauria, hvis medlemmer var nogle af de bedst beskyttede dinosaurer. Deres ryg var dækket med 5 cm tykke benplader fra hoved til hale, og de havde pigge på begge sider af kroppen, og de fleste af dem var udstyret med en benkølle for enden af halen.
Ankylosaurus magniventris, den eneste beskrevne art i slægten, var den største af ankylosaurerne og kunne blive 8 meter lang.
Ankylosaurus var beslægtet med nodosaurus, pinacosaurus og euoplocephalus.